# Rominigue Kouamé
Rominigue Kouamé N'Guessan (Lopou, 17 dicembre 1996) è un calciatore ivoriano naturalizzato maliano, centrocampista dei Chicago Fire in prestito dal Cadice.

## Caratteristiche tecniche
È un centrocampista centrale naturale, ma è stato posizionato anche nel ruolo di mediano e di trequartista.

## Carriera

### Club
Cresciuto nelle giovanili del Real Bamako, nel 2016 è stato acquistato dal Lilla che lo ha aggregato alla seconda squadra.
Successivamente viene ceduto in prestito al Paris FC e poi al Cercle Bruges.
Nell'estate 2020 viene ceduto in prestito al Troyes, da cui viene riscattato il 28 giugno 2021.

### Nazionale
Ha esordito con la nazionale maliana il 19 gennaio 2016 in un match del Campionato delle Nazioni Africane pareggiata 2-2 contro l'Uganda; successivamente, è stato convocato per la Coppa delle nazioni africane 2021.

## Statistiche

### Presenze e reti nei club
Statistiche aggiornate al 22 dicembre 2024.
| Stagione        | Squadra         | Campionato      | Campionato | Campionato | Coppe nazionali | Coppe nazionali | Coppe nazionali | Coppe continentali | Coppe continentali | Coppe continentali | Altre coppe | Altre coppe | Altre coppe | Totale | Totale | Totale |
| Stagione        | Squadra         | Comp            | Pres       | Reti       | Comp            | Pres            | Reti            | Comp               | Pres               | Reti               | Comp        | Pres        | Reti        | Pres   | Reti   |        |
| --------------- | --------------- | --------------- | ---------- | ---------- | --------------- | --------------- | --------------- | ------------------ | ------------------ | ------------------ | ----------- | ----------- | ----------- | ------ | ------ | ------ |
| 2015-2016       | Lille 2         | NAT             | 1          | 0          |                 | -               | -               |                    | -                  | -                  |             | -           | -           | 1      | 0      |        |
| 2016-2017       | Lille 2         | NAT             | 22         | 0          |                 | -               | -               |                    | -                  | -                  |             | -           | -           | 22     | 0      |        |
| 2017-2018       | Lille 2         | NAT             | 8          | 0          |                 | -               | -               |                    | -                  | -                  |             | -           | -           | 8      | 0      |        |
| Totale Lilla 2  | Totale Lilla 2  | Totale Lilla 2  | 31         | 0          |                 | 0               | 0               |                    | -                  | -                  |             | -           | -           | 31     | 0      |        |
| 2017-2018       | Lilla           | L1              | 6          | 0          |                 | -               | -               |                    | -                  | -                  |             | -           | -           | 6      | 0      |        |
| 2018-2019       | Paris FC        | L2              | 25+1       | 0          | CF+Cdl          | 0+1             | 0               |                    | -                  | -                  |             | -           | -           | 27     | 0      |        |
| 2019- gen. 2020 | Cercle Bruges   | D1              | 13         | 0          | CB              | 1               | 0               |                    | -                  | -                  |             | -           | -           | 14     | 0      |        |
| gen.-giu. 2020  | Troyes          | L2              | 7          | 0          | CdL             | 0               | 0               |                    | -                  | -                  |             | -           | -           | 7      | 0      |        |
| 2020-2021       | Troyes          | L2              | 32         | 2          |                 | -               | -               |                    | -                  | -                  |             | -           | -           | 32     | 2      |        |
| 2021-2022       | Troyes          | L1              | 34         | 1          |                 | -               | -               |                    | -                  | -                  |             | -           | -           | 0      | 0      |        |
| 2022-2023       | Troyes          | L1              | 32         | 0          | CF              | 0               | 0               |                    | -                  | -                  |             | -           | -           | 32     | 0      |        |
| ago. 2023       | Troyes          | L2              | 4          | 1          | CF              | 0               | 0               |                    | -                  | -                  |             | -           | -           | 4      | 1      |        |
| Totale Troyes   | Totale Troyes   | Totale Troyes   | 109        | 4          |                 | 0               | 0               |                    | -                  | -                  |             | -           | -           | 109    | 4      |        |
| 2023-2024       | Cadice          | PD              | 16         | 0          | CR              | 1               | 0               |                    | -                  | -                  |             | -           | -           | 17     | 0      |        |
| 2024-gen. 2025  | Cadice          | SD              | 13         | 0          | CR              | 1               | 0               |                    | -                  | -                  |             | -           | -           | 14     | 0      |        |
| Totale Cadice   | Totale Cadice   | Totale Cadice   | 29         | 0          |                 | 2               | 0               |                    | -                  | -                  |             | -           | -           | 31     | 0      |        |
| Totale carriera | Totale carriera | Totale carriera | 213+1      | 4          |                 | 4               | 0               |                    | -                  | -                  |             | -           | -           | 218    | 4      |        |

### Cronologia presenze e reti in nazionale
| Cronologia completa delle presenze e delle reti in nazionale ― Mali | Cronologia completa delle presenze e delle reti in nazionale ― Mali | Cronologia completa delle presenze e delle reti in nazionale ― Mali | Cronologia completa delle presenze e delle reti in nazionale ― Mali | Cronologia completa delle presenze e delle reti in nazionale ― Mali | Cronologia completa delle presenze e delle reti in nazionale ― Mali | Cronologia completa delle presenze e delle reti in nazionale ― Mali | Cronologia completa delle presenze e delle reti in nazionale ― Mali |
| Data                                                                | Città                                                               | In casa                                                             | Risultato                                                           | Ospiti                                                              | Competizione                                                        | Reti                                                                | Note                                                                |
| ------------------------------------------------------------------- | ------------------------------------------------------------------- | ------------------------------------------------------------------- | ------------------------------------------------------------------- | ------------------------------------------------------------------- | ------------------------------------------------------------------- | ------------------------------------------------------------------- | ------------------------------------------------------------------- |
| 19-1-2016                                                           | Gisenyi                                                             | Mali                                                                | 2 – 2                                                               | Uganda                                                              | CHAN 2016 - Fase a gironi                                           | -                                                                   | 85’                                                                 |
| 23-1-2016                                                           | Gisenyi                                                             | Zimbabwe                                                            | 0 – 1                                                               | Mali                                                                | CHAN 2016 - Fase a gironi                                           | -                                                                   | 62’                                                                 |
| 27-1-2016                                                           | Nyamirambo                                                          | Zambia                                                              | 0 – 0                                                               | Mali                                                                | CHAN 2016 - Fase a gironi                                           | -                                                                   | 72’                                                                 |
| 31-1-2016                                                           | Nyamirambo                                                          | Tunisia                                                             | 1 – 2                                                               | Mali                                                                | CHAN 2016 - Quarti di finale                                        | -                                                                   | 44’                                                                 |
| 4-2-2016                                                            | Nyamirambo                                                          | Mali                                                                | 1 – 0                                                               | Costa d'Avorio                                                      | CHAN 2016 - Semifinale                                              | -                                                                   | 52’                                                                 |
| 7-2-2016                                                            | Kigali                                                              | RD del Congo                                                        | 3 – 0                                                               | Mali                                                                | CHAN 2016 - Finale                                                  | -                                                                   | 54’                                                                 |
| 1-9-2017                                                            | Rabat                                                               | Marocco                                                             | 6 – 0                                                               | Mali                                                                | Qual. Mondiali 2018                                                 | -                                                                   | 64’                                                                 |
| 6-9-2021                                                            | Kampala                                                             | Uganda                                                              | 0 – 0                                                               | Mali                                                                | Qual. Mondiali 2022                                                 | -                                                                   | 90+3’                                                               |
| 10-10-2021                                                          | Nairobi                                                             | Kenya                                                               | 0 – 1                                                               | Mali                                                                | Qual. Mondiali 2022                                                 | -                                                                   | 70’                                                                 |
| 14-11-2021                                                          | Agadir                                                              | Mali                                                                | 1 – 0                                                               | Uganda                                                              | Qual. Mondiali 2022                                                 | -                                                                   | 68’                                                                 |
| Totale                                                              |                                                                     | Presenze                                                            | 10                                                                  |                                                                     | Reti                                                                | 0                                                                   |                                                                     |

## Palmarès

### Club

#### Competizioni nazionali
- Campionato francese di seconda divisione: 1

Troyes: 2020-2021